# Гуддінге (комуна)
Комуна Гуддінге (швед. Huddinge kommun) — адміністративно-територіальна одиниця місцевого самоврядування, що розташована в лені Стокгольм у центральній Швеції.
Гуддінге 269-а за величиною території комуна Швеції. Адміністративний центр комуни — передмістя Стокгольма Гуддінге.

## Населення
Населення становить 101 010 чоловік (станом на січень 2013 року).
| Кількість населення комуни Гуддінге за 1970-2010 роки | Кількість населення комуни Гуддінге за 1970-2010 роки | Кількість населення комуни Гуддінге за 1970-2010 роки | Кількість населення комуни Гуддінге за 1970-2010 роки | Кількість населення комуни Гуддінге за 1970-2010 роки |
| ----------------------------------------------------- | ----------------------------------------------------- | ----------------------------------------------------- | ----------------------------------------------------- | ----------------------------------------------------- |
| Рік                                                   |                                                       |                                                       | Населення                                             |                                                       |
| 1970                                                  | 1970                                                  |                                                       | 54 732                                                | 54 732                                                |
| 1975                                                  | 1975                                                  |                                                       | 62 576                                                | 62 576                                                |
| 1980                                                  | 1980                                                  |                                                       | 66 570                                                | 66 570                                                |
| 1985                                                  | 1985                                                  |                                                       | 70 209                                                | 70 209                                                |
| 1990                                                  | 1990                                                  |                                                       | 73 829                                                | 73 829                                                |
| 1995                                                  | 1995                                                  |                                                       | 77 384                                                | 77 384                                                |
| 2000                                                  | 2000                                                  |                                                       | 84 535                                                | 84 535                                                |
| 2005                                                  | 2005                                                  |                                                       | 88 750                                                | 88 750                                                |
| 2010                                                  | 2010                                                  |                                                       | 97 453                                                | 97 453                                                |
| Джерело: SCB                                          |                                                       |                                                       |                                                       |                                                       |

## Населені пункти
Комуні підпорядковано 1 міське поселення (tätort):
- Стокгольм (Stockholm) (частина — район Гуддінге)

## Міста побратими
Комуна підтримує побратимські контакти з такими муніципалітетами:
- Комуна Аскім, Норвегія
- Вантаа, Фінляндія
- Люнгбю-Торбек, Данія
- Сейдісфйордюр, Ісландія

## Галерея

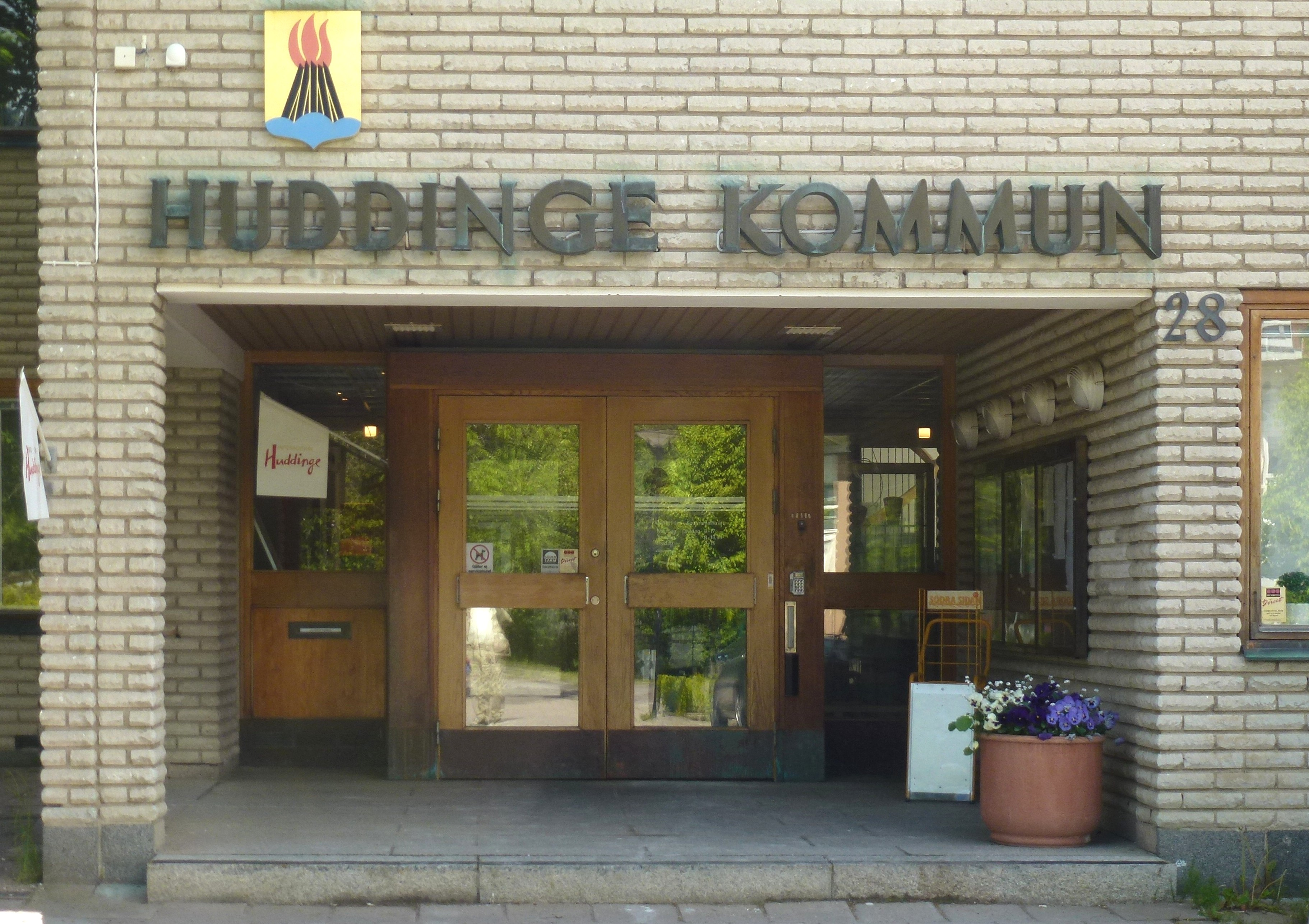
Управа комуни (Гуддінге)
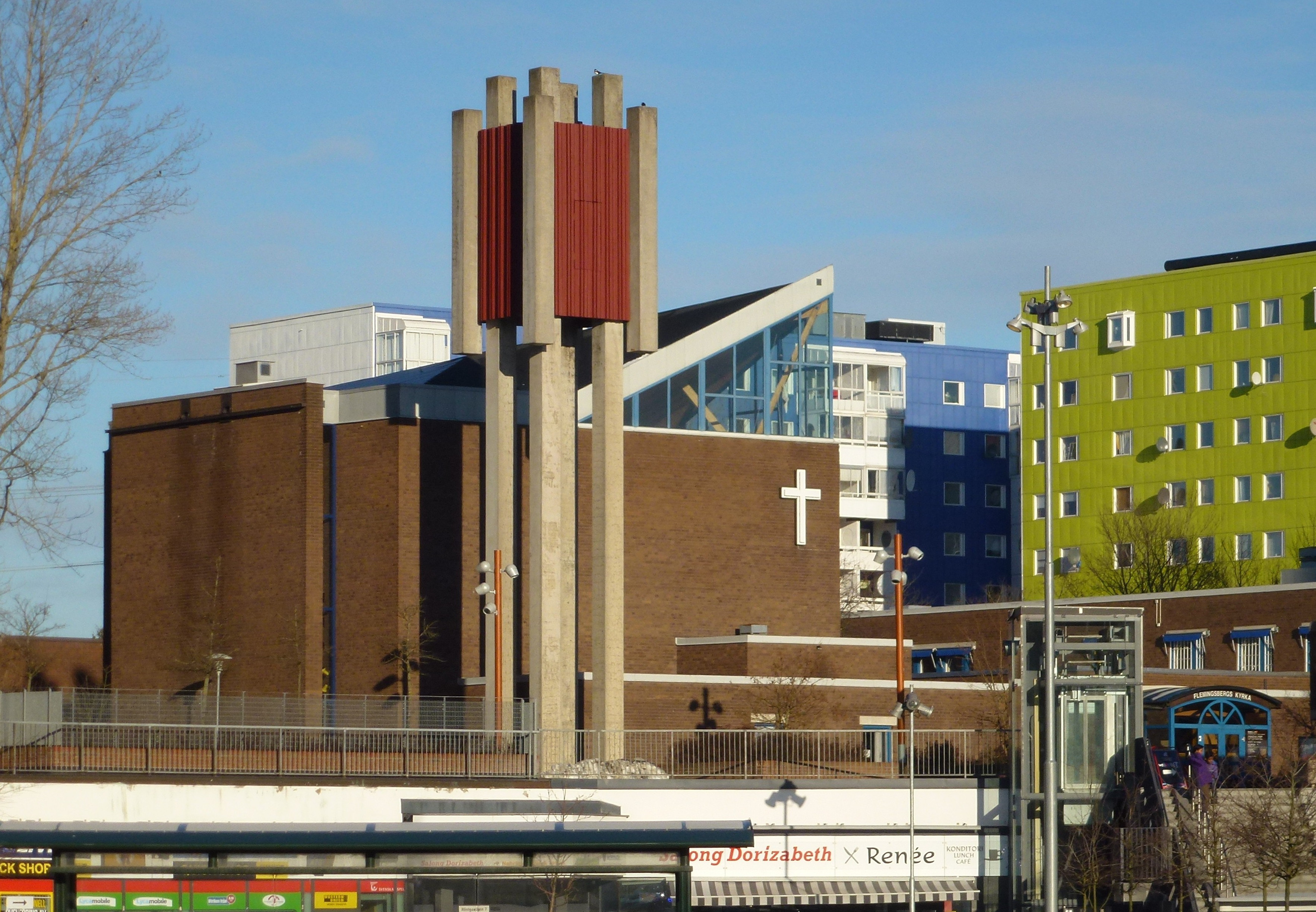
Церква (Флемінсберґ)
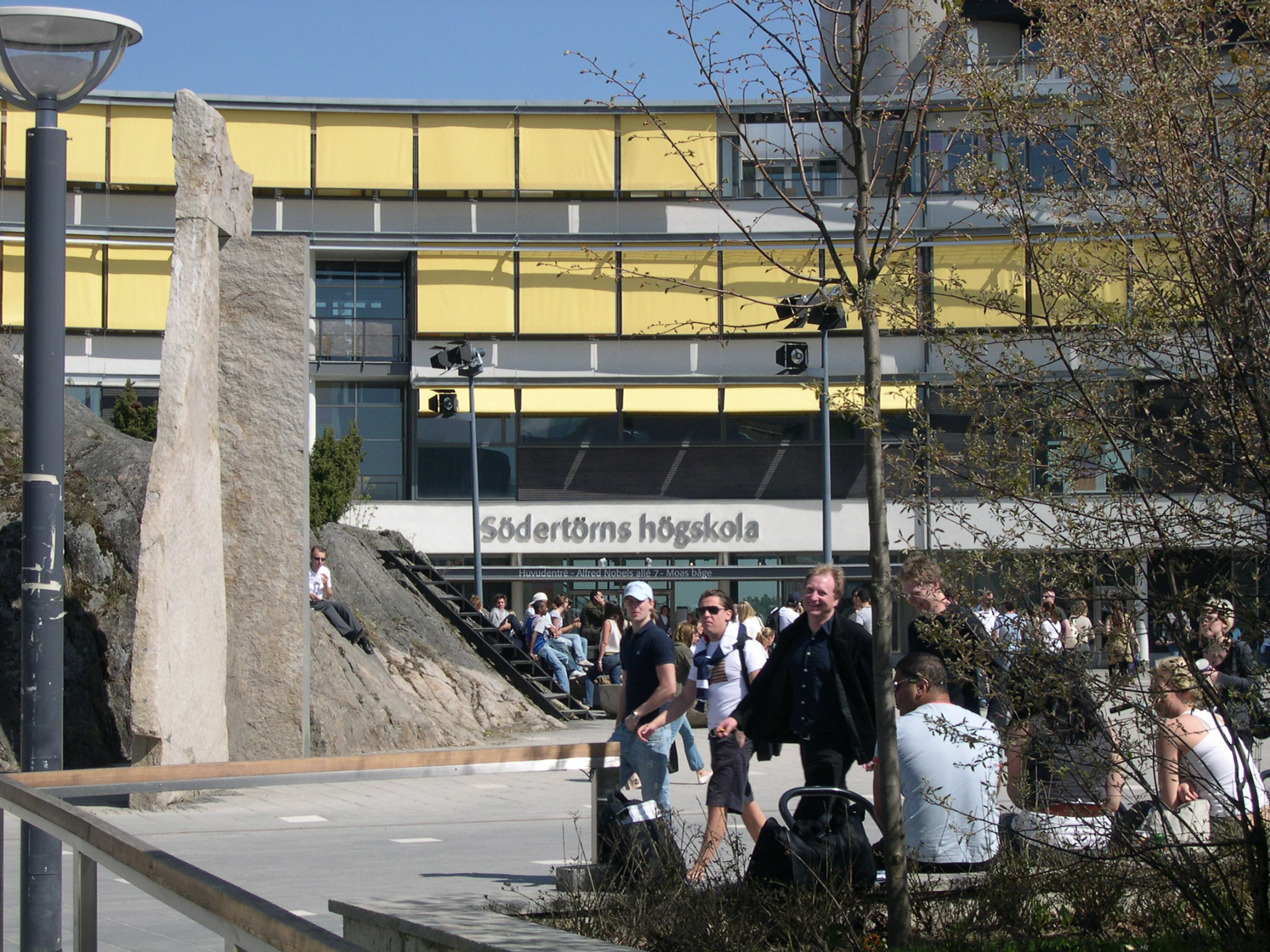
Університет Південного стокгольма (Седертерн)